# ماغي هال
ماغي هال (بالإنجليزية: Molly B'Damn)‏ هي بائعة هوى ‏ أمريكية، ولدت في 26 ديسمبر 1853 في دبلن في جمهورية أيرلندا، وتوفيت في 17 يناير 1888 في Murray, Idaho ‏ في الولايات المتحدة بسبب سل.